# 村橋勝子の社史関連著作一覧
村橋勝子の社史関連著作一覧 (むらはしかつこのしゃしかんれんちょさくいちらん) は、社史研究家村橋勝子が執筆した、社史に関する書籍、雑誌記事等の一覧である。

## 書籍
- 『社史の研究』 (ダイヤモンド社、2002年3月）[1][2]
- 『にっぽん企業家烈伝』 (日経ビジネス人文庫) (日本経済新聞出版社、2007年10月）[3][4]
- 『カイシャ意外史：社史が語る仰天創業記』 （日本経済新聞出版社、2008年11月）[5][6]
- 『情報便利屋の日記：専門図書館への誘い』 （樹村房、2016年9月）[7][8]
- 『社史から読み解く長寿企業のDNA : 歴史に見る強さの源泉』（日経BP日本経済新聞出版、2023年2月 ISBN 978-4-296-11695-9）[9]

### 書評
- 戸田光昭「村橋勝子著, 『社史の研究』:A Study of Company Histories, ダイヤモンド社, 2002. 3, 417p, 5,000円」『レコード・マネジメント』第46巻、記録管理学会、2003年、63-65頁、doi:10.20704/rmsj.46.0_63、ISSN 0915-4787。
- 奥泉栄三郎「書評 村橋勝子著 社史の研究--A Study of Company Histories」學鐙. 99(8) 2002.8, p.42-45[10]
- 大塚敏高「カイシャ意外史--社史が語る仰天創業記[村橋勝子著]」専門図書館. (234) 2008. p.56-58[11]
- 図書館員の本棚 情報便利屋の日記 : 専門図書館への誘い 村橋勝子著. 図書館雑誌. 111(3)=1120, 2017.3, p.175[12]

## 雑誌記事等
| No  | タイトル | 掲載誌紙, 巻号, 掲載ページ                                  | 発行所, 年月日                                                                      | リンク        |
| --- | --- | ----------------------------------------------------------- | ----------------------------------------------------------------------------------- | ------------- |
| 1   | 情報の探し方 第4回 社史 | 情報の科学と技術, 42(4), p361-370                           | 情報科学技術協会, 1992.04                                                           | 本文          |
| 2   | 社史をめぐるアレコレ その1 図書館と社史 | 情報管理, 35(2), p145-151                                   | 日本科学技術情報センター, 1992.05                                                   | 本文          |
| 3   | 社史をめぐるアレコレ その2 展示会による社史の発掘と活性化 | 情報管理, 35(3), p238-245                                   | 日本科学技術情報センター, 1992.06                                                   | 本文          |
| 4   | 社史をめぐるアレコレ その3 “社史ブーム”を探る ― 企業はなぜ社史を出すのか                                                                                      | 情報管理, 35(5), p423-429                                   | 日本科学技術情報センター, 1992.08                                                   | 本文          |
| 5   | 社史をめぐるアレコレ その4 社史目録のはなし | 情報管理, 35(7), p615-624                                   | 日本科学技術情報センター, 1992.10                                                   | 本文          |
| 6   | 社史をめぐるアレコレ その5 経営学と社史 | 情報管理, 35(9), p813-819                                   | 日本科学技術情報センター, 1992.12                                                   | 本文          |
| 7   | 社史をめぐるアレコレ その6 社史の類型 ― なぜ刊行するのか、なぜ書き継ぐのか                                                                                    | 情報管理, 35(12), p1083-1090                                | 日本科学技術情報センター, 1993.03                                                   | 本文          |
| 8   | 社史をめぐるアレコレ その7 社史の執筆者たち | 情報管理, 36(10), p951-960                                  | 日本科学技術情報センター, 1994.01                                                   | 本文          |
| 9   | 社史をめぐるアレコレ その8 編纂体制と編纂部門 | 情報管理, 37(6), p524-530                                   | 日本科学技術情報センター, 1994.09                                                   | 本文          |
| 10  | 社史をめぐるアレコレ その9 英文社史についての考察 | 情報管理, 37(7), p615-625                                   | 日本科学技術情報センター, 1994.10                                                   | 本文          |
| 11  | 社史をめぐるアレコレ その10 “親しみやすさ”の追求 ― ビジュアル社史                                                                                             | 情報管理, 37(8), p701-708                                   | 日本科学技術情報センター, 1994.11                                                   | 本文          |
| 12  | 社史をめぐるアレコレ その11 映像社史 | 情報管理, 37(9), p813-820                                   | 日本科学技術情報センター, 1994.12                                                   | 本文          |
| 13  | 社史をめぐるアレコレ その12 書名に見る社史の変容 | 情報管理, 37(10), p897-901                                  | 日本科学技術情報センター, 1995.01                                                   | 本文          |
| 14  | 社史をめぐるアレコレ その13 資料篇について | 情報管理, 37(12), p1120-1127                                | 日本科学技術情報センター, 1995.03                                                   | 本文          |
| 15  | 社史をめぐるアレコレ その14 本文と年表は社史の両輪 | 情報管理, 38(1), p64-73                                     | 日本科学技術情報センター, 1995.04                                                   | 本文          |
| 16  | 社史をめぐるアレコレ その15 索引と目次について | 情報管理, 38(3), p246-259                                   | 日本科学技術情報センター, 1995.06                                                   | 本文          |
| 17  | 社史をめぐるアレコレ その16 社史に生かす製品や新技術 | 情報管理, 38(5), p479-484                                   | 日本科学技術情報センター, 1995.08                                                   | 本文          |
| 18  | 社史をめぐるアレコレ その17 ｢社史売ります」 ― 定価を明記した社史                                                                                              | 情報管理, 38(8), p755-766                                   | 日本科学技術情報センター, 1995.11                                                   | 本文          |
| 19  | 社史をめぐるアレコレ その18 古書店と社史 | 情報管理, 38(9), p841-853                                   | 日本科学技術情報センター, 1995.12                                                   | 本文          |
| 20  | 社史をめぐるアレコレ その19 社史評・社史紹介 | 情報管理, 38(10), p932-937                                  | 日本科学技術情報センター, 1996.01                                                   | 本文          |
| 21  | 社史をめぐるアレコレ その20（最終回） 社史の世界から生まれたもの                                                                                              | 情報管理, 38(12), p1123-1130                                | 日本科学技術情報センター, 1996.03                                                   | 本文          |
| 22  | 経団連の窓から No.4 未開拓の情報源・社史 | レコード・マネジメント, 29, p40-42                          | 記録管理学会, 1996.04                                                               | [ 34 ]        |
| 23  | 経団連の窓から No.7 社史・団体史の整理法 | レコード・マネジメント, 33, p99-102                         | 記録管理学会, 1997.04                                                               | [ 34 ]        |
| 24  | 社史が語る企業家精神とイノベーション (1)創業者たち | 経済広報, 19(7)(215), p20-21                                | 経済広報センター, 1997.07                                                           | 本文          |
| 25  | 情報便利屋の日記：社史探索・三種の神器 | 情報管理, 40(4), p327-329                                   | 科学技術振興事業団, 1997.07                                                         | 本文          |
| 26  | 社史が語る企業家精神とイノベーション (2)国産化をめざして | 経済広報, 19(8)(216), p18-19                                | 経済広報センター, 1997.08                                                           | 本文          |
| 27  | 社史が語る企業家精神とイノベーション (3)地域活性化のために | 経済広報, 19(9)(217), p18-19                                | 経済広報センター, 1997.09                                                           | 本文          |
| 28  | 社史が語る企業家精神とイノベーション (4)新機軸を出す | 経済広報, 19(10)(218), p14-15                               | 経済広報センター, 1997.10                                                           | 本文          |
| 29  | 埋蔵資源・社史を掘り起こそう（ケンショク｢食」資料室開設14周年記念 ― 特集・情報の大洪水と｢方舟」の船長）                                                       | 食, 60, p18-25                                              | 健康食品㈱企画室, 1997.12                                                           | [ 40 ]        |
| 30  | コンピュータ時代の「社史」づくり ― CD-ROM版『経団連50年史』を作成して                                                                                         | 出版ニュース, (1836), p6-10                                 | 出版ニュース社, 1999.06上旬                                                         | 本文          |
| 31  | 検索機能重視の年史 ―『経済団体連合会五十年史』を編纂して（紹介）                                                                                              | 情報管理, 42(6), p490-506                                   | 科学技術振興事業団, 1999.09                                                         | 本文          |
| 32  | 『会社史・経済団体史総合目録 追録』を全面改訂 ― 社史研究会報告                                                                                                | Newsletter : せんときょう・かんとう, 161, p3                | 専門図書館協議会関東地区協議会, 2000.01.25                                          | [ 43 ] [ 44 ] |
| 33  | アメリカにおける日本の社史への関心 ― 日本の産業・経済・技術・文化・風俗の大百科事典の機能                                                                     | 出版ニュース, (1901), p6-9                                  | 出版ニュース社, 2001.04.下旬                                                        | [ 45 ]        |
| 34  | アメリカにおける社史への関心 | 月刊Keidanren, 49(5), p58                                   | 経済団体連合会, 2001.05                                                             | [ 46 ]        |
| 35  | Japanese Company Histories：Characteristics and Cultural Value                                                                                                | Journal of East Asian libraries, 124, p41-45                | Council on East Asian Libraries of the Association for Asian Studies, Inc., 2001.06 | [ 47 ]        |
| 36  | 社史に凝縮 夢と希望 ―1万冊に目を通し意義・魅力・価値など分析                                                                                                  | 日本経済新聞, 41718, 第44面                                 | 日本経済新聞社, 2002.02.15                                                          | [ 48 ]        |
| 37  | 企業創業とは資と知の結集だった（社史研究） | エコノミスト, 80(12), p50-51                                | 毎日新聞社, 2002.03.19                                                              | [ 49 ]        |
| 38  | 気骨ある創業者たち （社史で見つけたこんな話あんな話 1） | Issue of management, 1(1), p30-31                           | UFJ総合研究所, 2002.04                                                              | [ 50 ]        |
| 39  | 著書を語る「社史の研究」 | 書標 : ほんのしるべ, 281, p3-4                              | ジュンク堂書店, 2002.04                                                             | [ 51 ]        |
| 40  | 郷土よ、蘇れ！ （社史で見つけたこんな話あんな話 2） | Issue of management, 1(2), p30-31                           | UFJ総合研究所, 2002.05                                                              | [ 50 ]        |
| 41  | 社史をつくろう ―社史は大企業がつくるもの、という読者諸兄必読                                                                                                  | Daiwa business news, 160 (2002夏), p18-19                   | 大和證券営業企画部, 2002.06                                                         | [ 52 ]        |
| 42  | ヒット商品開発物語 （社史で見つけたこんな話あんな話 3） | Issue of management, 1(3), p30-31                           | UFJ総合研究所, 2002.06                                                              | [ 50 ]        |
| 43  | 社史 楽しみ方・活かし方＜新連載＞ ―活発化する刊行、内容にも変化                                                                                               | 経営タイムス, 2637, p3                                      | 日本経済団体連合会, 2002.07.11                                                      | [ 53 ]        |
| 44  | 社史 楽しみ方・活かし方＜2＞ ―会社のルーツ、創業者らの偉業を伝える                                                                                            | 経営タイムス, 2638, p3                                      | 日本経済団体連合会, 2002.07.18                                                      | [ 53 ]        |
| 45  | 社史 楽しみ方・活かし方＜3＞ ―舶来品の国産化にチャレンジ | 経営タイムス, 2639, p3                                      | 日本経済団体連合会, 2002.07.25                                                      | [ 53 ]        |
| 46  | 国産化に情熱を燃やす （社史で見つけたこんな話あんな話 4） | Issue of management, 1(4), p30-31                           | UFJ総合研究所, 2002.07                                                              | [ 50 ]        |
| 47  | 社史 楽しみ方・活かし方＜4＞ ―地元発展へ立ち上がり産業を興す                                                                                                  | 経営タイムス, 2640, p3                                      | 日本経済団体連合会, 2002.08.01                                                      | [ 53 ]        |
| 48  | 社史にみる創業者たちの魅力（特集「魅力」） | 致知, 325, p24-27                                           | 致知出版社, 2002.07                                                                 | [ 54 ]        |
| 49  | アイデアの宝庫「社史」の楽しみ ―あなたは自分の会社の歴史を知っていますか                                                                                      | 中央公論, 117(7), p228-233                                  | 中央公論新社, 2002.07                                                               | [ 55 ]        |
| 50  | 社史 楽しみ方・活かし方＜5＞ ―戦時下の状況を知る貴重な資料に                                                                                                  | 経営タイムス, 2641, p3                                      | 日本経済団体連合会, 2002.08.08                                                      | [ 53 ]        |
| 51  | 社史 楽しみ方・活かし方＜6＞ ―ヒット商品、こうして生まれた | 経営タイムス, 2642, p3                                      | 日本経済団体連合会, 2002.08.22                                                      | [ 53 ]        |
| 52  | 社史 楽しみ方・活かし方＜7＞ ―分社化、機械化、ユニット化 新戦略誕生の背景                                                                                     | 経営タイムス, 2643, p3                                      | 日本経済団体連合会, 2002.08.29                                                      | [ 53 ]        |
| 53  | 終戦記念日にちなんで…… （社史で見つけたこんな話あんな話 5）                                                                                                   | Issue of management, 1(5), p30-31                           | UFJ総合研究所, 2002.08                                                              | [ 50 ]        |
| 54  | 社史 楽しみ方・活かし方＜8＞ ―自動車メーカーの意外な“前身” | 経営タイムス, 2644, p3                                      | 日本経済団体連合会, 2002.09.05                                                      | [ 53 ]        |
| 55  | 社史 楽しみ方・活かし方＜9＞ ―石油危機 商品、電力、機材確保に奔走                                                                                             | 経営タイムス, 2645, p3                                      | 日本経済団体連合会, 2002.09.12                                                      | [ 53 ]        |
| 56  | 社史 楽しみ方・活かし方＜10＞ ―新聞社誕生の背景と波乱の歩み                                                                                                   | 経営タイムス, 2646, p3                                      | 日本経済団体連合会, 2002.09.19                                                      | [ 53 ]        |
| 57  | 社史 楽しみ方・活かし方＜最終回＞ ―企業の歴史だけでなく情報の宝庫                                                                                             | 経営タイムス, 2647, p3                                      | 日本経済団体連合会, 2002.09.26                                                      | [ 53 ]        |
| 58  | 長寿商品の誕生秘話 （社史で見つけたこんな話あんな話 6） | Issue of management, 1(6), p30-31                           | UFJ総合研究所, 2002.09                                                              | [ 50 ]        |
| 59  | 自動車メーカーへの道程 （社史で見つけたこんな話あんな話 7）                                                                                                   | Issue of management, 1(7), p30-31                           | UFJ総合研究所, 2002.10                                                              | [ 50 ]        |
| 60  | 特別企画 社史の効用 | MiT = ミット : management intelligence technology, 276, p31 | SMBC経営懇話会, 2002.10                                                             | [ 56 ]        |
| 61  | 埋蔵資源・社史に関する考察―社史1万冊に目を通して（特集＝INFOSTAシンポジウム2002）                                                                             | 情報の科学と技術, 52(10), p504                              | 情報科学技術協会, 2002.10                                                           | 本文          |
| 62  | 「第一次オイルショック」への対応 （社史で見つけたこんな話あんな話 8）                                                                                         | Issue of management, 1(8), p30-31                           | UFJ総合研究所, 2002.11                                                              | [ 50 ]        |
| 63  | 社史を読もう、元気が出る | 経済広報, 24(11)(279), p18-21                               | 経済広報センター, 2002.11                                                           | [ 58 ]        |
| 64  | 決断のとき―企業家烈伝 相馬愛蔵・黒光夫妻／㈱中村屋／初代〔1〕                                                                                                 | さやか, 365, p10-11                                         | KSD中小企業経営者福祉事業団, 2002.11                                                | [ 59 ]        |
| 65  | 社史の実態分析と情報源としての魅力 | レコード・マネジメント, 45, p34-40                          | 記録管理学会, 2002.11                                                               | 本文          |
| 66  | 新聞社事始め （社史で見つけたこんな話あんな話 9） | Issue of management, 1(9), p30-31                           | UFJ総合研究所, 2002.12                                                              | [ 50 ]        |
| 67  | 決断のとき―企業家烈伝 相馬愛蔵・黒光夫妻／㈱中村屋／初代〔2〕                                                                                                 | さやか, 366, p10-11                                         | KSD中小企業経営者福祉事業団, 2002.12                                                | [ 59 ]        |
| 68  | 未来へ向けての投資 （社史で見つけたこんな話あんな話 10） | Issue of management, 1(10), p30-31                          | UFJ総合研究所, 2003.01                                                              | [ 50 ]        |
| 69  | 決断のとき―企業家烈伝 相馬愛蔵・黒光夫妻／㈱中村屋／初代〔3〕                                                                                                 | さやか, 367, p10-11                                         | KSD中小企業経営者福祉事業団, 2003.01                                                | [ 59 ]        |
| 70  | 形状、製法への“こだわり” （社史で見つけたこんな話あんな話 11）                                                                                                | Issue of management, 1(11), p30-31                          | UFJ総合研究所, 2003.02                                                              | [ 50 ]        |
| 71  | 決断のとき―企業家烈伝 嶋田卓彌（蛇の目ミシン工業㈱／中興の祖）〔1〕                                                                                           | さやか, 368, p10-11                                         | KSD中小企業経営者福祉事業団, 2003.02                                                | [ 59 ]        |
| 72  | ｢日本初」誕生物語 （社史で見つけたこんな話あんな話 12） | Issue of management, 1(12), p30-31                          | UFJ総合研究所, 2003.03                                                              | [ 50 ]        |
| 73  | 決断のとき―企業家烈伝 嶋田卓彌（蛇の目ミシン工業㈱／中興の祖）〔2〕                                                                                           | さやか, 369, p10-11                                         | KSD中小企業経営者福祉事業団, 2003.03                                                | [ 59 ]        |
| 74  | 決断のとき―企業家烈伝 嶋田卓彌（蛇の目ミシン工業㈱／中興の祖）〔3〕                                                                                           | さやか, 370, p34-35                                         | KSD中小企業経営者福祉事業団, 2003.04                                                | [ 59 ]        |
| 75  | 決断のとき―企業家烈伝 江崎利一（江崎グリコ㈱／創業者）〔1〕                                                                                                   | あんしんLife, 371, p18-19                                   | 中小企業災害補償共済福祉事業団（通称／あんしん財団）, 2003.05                       | [ 61 ]        |
| 76  | 決断のとき―企業家烈伝 江崎利一（江崎グリコ㈱／創業者）〔2〕                                                                                                   | あんしんLife, 372, p10-11                                   | 中小企業災害補償共済福祉事業団, 2003.06                                             | [ 61 ]        |
| 77  | 広がる“社史の世界”（INFOSTA Forum 第150回） | 情報の科学と技術, 53(6), p323                               | 情報科学技術協会, 2003.06                                                           | 本文          |
| 78  | 図書館からの手紙 | Newsletter : せんときょう・かんとう, 176, p1                | 専門図書館協議会関東地区協議会, 2003.06.25                                          | [ 43 ]        |
| 79  | 決断のとき―企業家烈伝 江崎利一（江崎グリコ㈱／創業者）〔3〕                                                                                                   | あんしんLife, 373, p12-13                                   | 中小企業災害補償共済福祉事業団, 2003.07                                             | [ 61 ]        |
| 80  | 決断のとき―企業家烈伝 上山英一郎（大日本除虫菊㈱／創業者）〔1〕                                                                                               | あんしんLife, 374, p12-13                                   | 中小企業災害補償共済福祉事業団, 2003.08                                             | [ 61 ]        |
| 81  | 決断のとき―企業家烈伝 上山英一郎（大日本除虫菊㈱／創業者）〔2〕                                                                                               | あんしんLife, 375, p14-15                                   | 中小企業災害補償共済福祉事業団, 2003.09                                             | [ 61 ]        |
| 82  | 決断のとき―企業家烈伝 上山英一郎（大日本除虫菊㈱／創業者）〔3〕                                                                                               | あんしんLife, 376, p12-13                                   | 中小企業災害補償共済福祉事業団, 2003.10                                             | [ 61 ]        |
| 83  | 決断のとき―企業家烈伝 伊藤傳三（伊藤ハム㈱／創業者）〔1〕 | あんしんLife, 377, p12-13                                   | 中小企業災害補償共済福祉事業団, 2003.11                                             | [ 61 ]        |
| 84  | 決断のとき―企業家烈伝 伊藤傳三（伊藤ハム㈱／創業者）〔2〕 | あんしんLife, 378, p12-13                                   | 中小企業災害補償共済福祉事業団, 2003.12                                             | [ 61 ]        |
| 85  | 決断のとき―企業家烈伝 伊藤傳三（伊藤ハム㈱／創業者）〔3〕 | あんしんLife, 379, p12-13                                   | 中小企業災害補償共済福祉事業団, 2004.01                                             | [ 61 ]        |
| 86  | 決断のとき―企業家烈伝 飯田亮（セコム㈱／創業者）〔1〕 | あんしんLife, 380, p12-13                                   | 中小企業災害補償共済福祉事業団, 2004.02                                             | [ 61 ]        |
| 87  | 知恵の宝庫・社史 | 経済広報, 26(2)(294), p19                                   | 経済広報センター, 2004.02                                                           | [ 58 ]        |
| 88  | 決断のとき―企業家烈伝 飯田亮（セコム㈱／創業者）〔2〕 | あんしんLife, 381, p12-13                                   | 中小企業災害補償共済福祉事業団, 2004.03                                             | [ 61 ]        |
| 89  | 決断のとき―企業家烈伝 飯田亮（セコム㈱／創業者）〔3〕 | あんしんLife, 382, p12-13                                   | 中小企業災害補償共済福祉事業団, 2004.04                                             | [ 61 ]        |
| 90  | 社史の意義と機能を見直そう | 経済広報, 26(4)(296), p12-14                                | 経済広報センター, 2004.04                                                           | [ 58 ]        |
| 91  | 決断のとき―企業家烈伝 白井松次郎・大谷竹次郎（松竹㈱／創業者）〔1〕                                                                                           | あんしんLife, 383, p12-13                                   | 中小企業災害補償共済福祉事業団, 2004.05                                             | [ 61 ]        |
| 92  | 決断のとき―企業家烈伝 白井松次郎・大谷竹次郎（松竹㈱／創業者）〔2〕                                                                                           | あんしんLife, 384, p12-13                                   | 中小企業災害補償共済福祉事業団, 2004.06                                             | [ 61 ]        |
| 93  | 決断のとき―企業家烈伝 白井松次郎・大谷竹次郎（松竹㈱／創業者）〔3〕                                                                                           | あんしんLife, 385, p12-13                                   | 中小企業災害補償共済福祉事業団, 2004.07                                             | [ 61 ]        |
| 94  | 決断のとき―企業家烈伝 井上貞治郎（レンゴー㈱／創業者）〔1〕                                                                                                   | あんしんLife, 386, p12-13                                   | 中小企業災害補償共済福祉事業団, 2004.08                                             | [ 61 ]        |
| 95  | 決断のとき―企業家烈伝 井上貞治郎（レンゴー㈱／創業者）〔2〕                                                                                                   | あんしんLife, 387, p12-13                                   | 中小企業災害補償共済福祉事業団, 2004.09                                             | [ 61 ]        |
| 96  | 決断のとき―企業家烈伝 井上貞治郎（レンゴー㈱／創業者）〔3〕                                                                                                   | あんしんLife, 388, p14-15                                   | 中小企業災害補償共済福祉事業団, 2004.10                                             | [ 61 ]        |
| 97  | 決断のとき―企業家烈伝 石田退三（トヨタ自動車㈱／第3代社長）〔1〕                                                                                              | あんしんLife, 389, p14-15                                   | 中小企業災害補償共済福祉事業団, 2004.11                                             | [ 61 ]        |
| 98  | 決断のとき―企業家烈伝 石田退三（トヨタ自動車㈱／第3代社長）〔2〕                                                                                              | あんしんLife, 390, p12-13                                   | 中小企業災害補償共済福祉事業団, 2004.12                                             | [ 61 ]        |
| 99  | 決断のとき―企業家烈伝 石田退三（トヨタ自動車㈱／第3代社長）〔3〕                                                                                              | あんしんLife, 391, p12-13                                   | 中小企業災害補償共済福祉事業団, 2005.01                                             | [ 61 ]        |
| 100 | 決断のとき―企業家烈伝 森永太一郎（森永製菓㈱／創業者）〔1〕                                                                                                   | あんしんLife, 392, p12-13                                   | 中小企業災害補償共済福祉事業団, 2005.02                                             | [ 61 ]        |
| 101 | 決断のとき―企業家烈伝 森永太一郎（森永製菓㈱／創業者）〔2〕                                                                                                   | あんしんLife, 393, p12-13                                   | 中小企業災害補償共済福祉事業団, 2005.03                                             | [ 61 ]        |
| 102 | 決断のとき―企業家烈伝 森永太一郎（森永製菓㈱／創業者）〔3〕                                                                                                   | あんしんLife, 394, p14-15                                   | 中小企業災害補償共済福祉事業団, 2005.04                                             | [ 61 ]        |
| 103 | 決断のとき―企業家烈伝 杉山金太郎（豊年製油㈱／第2代社長）〔1〕                                                                                                | あんしんLife, 395, p14-15                                   | 中小企業災害補償共済福祉事業団, 2005.05                                             | [ 61 ]        |
| 104 | 決断のとき―企業家烈伝 杉山金太郎（豊年製油㈱／第2代社長）〔2〕                                                                                                | あんしんLife, 396, p14-15                                   | 中小企業災害補償共済福祉事業団, 2005.06                                             | [ 61 ]        |
| 105 | 決断のとき―企業家烈伝 杉山金太郎（豊年製油㈱／第2代社長）〔3〕                                                                                                | あんしんLife, 397, p14-15                                   | 中小企業災害補償共済福祉事業団, 2005.07                                             | [ 61 ]        |
| 106 | 決断のとき―企業家烈伝 中部謙吉（大洋漁業㈱／第3代社長）〔1〕                                                                                                  | あんしんLife, 398, p14-15                                   | 中小企業災害補償共済福祉事業団, 2005.08                                             | [ 61 ]        |
| 107 | 決断のとき―企業家烈伝 中部謙吉（大洋漁業㈱／第3代社長）〔2〕                                                                                                  | あんしんLife, 399, p20-21                                   | 中小企業災害補償共済福祉事業団, 2005.09                                             | [ 61 ]        |
| 108 | 決断のとき―企業家烈伝 中部謙吉（大洋漁業㈱／第3代社長）〔3〕                                                                                                  | あんしんLife, 400, p20-21                                   | 中小企業災害補償共済福祉事業団, 2005.10                                             | [ 61 ]        |
| 109 | 決断のとき―企業家烈伝 鹿島守之助・卯女（鹿島建設㈱／中興の祖）〔1〕                                                                                           | あんしんLife, 401, p12-13                                   | 中小企業災害補償共済福祉事業団, 2005.11                                             | [ 61 ]        |
| 110 | 決断のとき―企業家烈伝 鹿島守之助・卯女（鹿島建設㈱／中興の祖）〔2〕                                                                                           | あんしんLife, 402, p12-13                                   | 中小企業災害補償共済福祉事業団, 2005.12                                             | [ 61 ]        |
| 111 | 決断のとき―企業家烈伝 鹿島守之助・卯女（鹿島建設㈱／中興の祖）〔3〕                                                                                           | あんしんLife, 403, p20-21                                   | 中小企業災害補償共済福祉事業団, 2006.01                                             | [ 61 ]        |
| 112 | 決断のとき―企業家烈伝 島正博（㈱島精機製作所／代表取締役社長）〔1〕                                                                                           | あんしんLife, 404, p20-21                                   | 中小企業災害補償共済福祉事業団, 2006.02                                             | [ 61 ]        |
| 113 | 決断のとき―企業家烈伝 島正博（㈱島精機製作所／代表取締役社長）〔2〕                                                                                           | あんしんLife, 405, p20-21                                   | 中小企業災害補償共済福祉事業団, 2006.03                                             | [ 61 ]        |
| 114 | 決断のとき―企業家烈伝 島正博（㈱島精機製作所／代表取締役社長）〔3〕                                                                                           | あんしんLife, 406, p20-21                                   | 中小企業災害補償共済福祉事業団, 2006.04                                             | [ 61 ]        |
| 115 | 経営の神髄～名訓に学ぶ～ ｢壁にぶつかったら体当たりしろ 苦しめ！そうすれば知恵が出る」 本田技研工業㈱／創業者 本田宗一郎                                       | あんしんLife, 407, p16-17                                   | 中小企業災害補償共済福祉事業団, 2006.05                                             | [ 61 ]        |
| 116 | 経営の神髄～名訓に学ぶ～ ｢トップに立つ人は、泥をかぶる覚悟で仕事に立ち向かえ」 ソニー㈱／創業者 井深大                                                        | あんしんLife, 408, p16-17                                   | 中小企業災害補償共済福祉事業団, 2006.06                                             | [ 61 ]        |
| 117 | 経営の神髄～名訓に学ぶ～ ｢私は『店が大きくなりましたね』と言われるより『社員がよくなりましたね』と言われる方が嬉しい」 ㈱イトーヨーカ堂／創業者 伊藤雅俊      | あんしんLife, 409, p16-17                                   | 中小企業災害補償共済福祉事業団, 2006.07                                             | [ 61 ]        |
| 118 | 経営の神髄～名訓に学ぶ～ ｢やるべきことが決まったらとことん押しつめよ 問題は能力の限界ではなく、執念の欠如である」 石川島播磨重工業㈱、㈱東芝／元社長 土光敏夫 | あんしんLife, 410, p18-19                                   | 中小企業災害補償共済福祉事業団, 2006.08                                             | [ 61 ]        |
| 119 | 経営の神髄～名訓に学ぶ～ ｢メーカーは『大根役者』たれ」 アサヒビール㈱／6代目社長 樋口廣太郎                                                                   | あんしんLife, 411, p16-17                                   | 中小企業災害補償共済福祉事業団, 2006.09                                             | [ 61 ]        |
| 120 | 経営の神髄～名訓に学ぶ～ ｢タネがなくては、芽も出まい」 ㈱ホテルニューオータニ／創業者 大谷米太郎                                                              | あんしんLife, 412, p16-17                                   | 中小企業災害補償共済福祉事業団, 2006.10                                             | [ 61 ]        |
| 121 | 経営の神髄～名訓に学ぶ～ ｢雨が降れば傘をさす」 松下電器産業㈱／創業者 松下幸之助                                                                              | あんしんLife, 413, p16-17                                   | 中小企業災害補償共済福祉事業団, 2006.11                                             | [ 61 ]        |
| 122 | 経営の神髄～名訓に学ぶ～ ｢売れるもの、それは他社にないものだ！」 ㈱永谷園／創業者 永谷嘉男                                                                    | あんしんLife, 414, p16-17                                   | 中小企業災害補償共済福祉事業団, 2006.12                                             | [ 61 ]        |
| 123 | 経営の神髄～名訓に学ぶ～ ｢主人と使用人が違うものを食べるようでは、店は繁栄しない」 ㈱伊勢丹／創業者 小菅丹治（初代）                                          | あんしんLife, 415, p16-17                                   | 中小企業災害補償共済福祉事業団, 2007.01                                             | [ 61 ]        |
| 124 | 経営の神髄～名訓に学ぶ～ ｢踏み切り」｢割り切り」「思い切り」の「三キリ」が経営の要諦だ ダイキン工業㈱／創業者 山田晁                                           | あんしんLife, 416, p16-17                                   | 中小企業災害補償共済福祉事業団, 2007.02                                             | [ 61 ]        |
| 125 | 経営のヒントになる宝の山（昼寝の枕？いえいえどうして 社史 読んでみた―この人も愛読者）                                                                         | 朝日新聞 (西部本社版)                                       | 朝日新聞社, 2007.02.11                                                              | [ 63 ]        |
| 126 | 経営の神髄～名訓に学ぶ～ ｢和気あいあい」で経営なんぞできるものか 帝人㈱／元社長 大屋晋三                                                                      | あんしんLife, 417, p16-17                                   | 中小企業災害補償共済福祉事業団, 2007.03                                             | [ 61 ]        |
| 127 | 経営の神髄～名訓に学ぶ～（最終回） ｢企業は経営者の器以上に大きくならない」 ユニ・チャーム㈱／会長 高原慶一朗                                                  | あんしんLife, 418, p14-15                                   | 中小企業災害補償共済福祉事業団, 2007.04                                             | [ 61 ]        |
| 128 | アメリカで注目される日本の社史 | 経済Trend, 56(6), p81                                       | 日本経済団体連合会, 2008.06                                                         | [ 64 ]        |
| 129 | 県立川崎図書館50周年記念講演記録「楽しい！使える！『社史』の魅力」                                                                                            | 科学eyes, 50, p2－10                                        | 神奈川県立川崎図書館, 2009.03.15                                                    | [ 65 ]        |
| 130 | 社史－ その魅力と活用策（弟2回中小研セミナー 2014年10月4日 講演記録）                                                                                         | 経営経済, 50, p53-86                                        | 大阪経済大学中小企業・経営研究所, 2015.01                                           | [ 66 ] [ 67 ] |
| 131 | 渋沢社史データベース－ その発想から公開まで（ごぞんじですか？第94回）                                                                                         | 専門図書館, 269, p32－36                                    | 専門図書館協議会, 2015.01                                                           | 本文          |
| 132 | 社史の魅力（巻頭随想） | 日本政策金融公庫調査月報, 92, p2-3                          | 日本政策金融公庫, 2016.05                                                           | 本文          |
| 133 | 創業から危機の克服まで社史を通じて歴史に学ぶ（特集 コーポレートブランド―歴史と伝統をどう生かすか）                                                            | 人間会議, 34, p106-113                                      | 事業構想大学院大学出版部, 2016年夏号 2016.06                                        | [ 70 ]        |
| 134 | 社史から読み解く経営戦略 第1話 アサヒビール ―ビールと生命保険の意外な関係―                                                                                    | 日本政策金融公庫調査月報, 95, p30-31                        | 日本政策金融公庫, 2016.08                                                           | 本文          |
| 135 | 社史から読み解く経営戦略 第2話 ダイニック ―発展と衰退の分水嶺―                                                                                                | 日本政策金融公庫調査月報, 96, p30-31                        | 日本政策金融公庫, 2016.09                                                           | 本文          |
| 136 | 社史から読み解く経営戦略 第3話 島精機製作所 ―創業の地に根差すグローバル企業―                                                                                  | 日本政策金融公庫調査月報, 97, p30-31                        | 日本政策金融公庫, 2016.10                                                           | 本文          |
| 137 | 社史から読み解く経営戦略 第4話 宮崎交通 ―大地に描いた企業家の夢―                                                                                              | 日本政策金融公庫調査月報, 98, p30-31                        | 日本政策金融公庫, 2016.11                                                           | 本文          |
| 138 | 社史から読み解く経営戦略 第5話 レンゴー ―段ボール箱を広めた包装界のパイオニア―                                                                                | 日本政策金融公庫調査月報, 99, p30-31                        | 日本政策金融公庫, 2016.12                                                           | 本文          |
| 139 | 社史から読み解く経営戦略 第6話 富士屋ホテルと箱根登山鉄道 ―天下の険を人々に開いた道路と鉄道―                                                                  | 日本政策金融公庫調査月報, 100, p30-31                       | 日本政策金融公庫, 2017.01                                                           | 本文          |
| 140 | 社史から読み解く経営戦略 第7話 江崎グリコ ―健康に貢献するための創意工夫―                                                                                      | 日本政策金融公庫調査月報, 101, p30-31                       | 日本政策金融公庫, 2017.02                                                           | 本文          |
| 141 | 社史から読み解く経営戦略 第8話 ユニ・チャーム ―世界の“不快”を“快”に変える―                                                                                    | 日本政策金融公庫調査月報, 102, p30-31                       | 日本政策金融公庫, 2017.03                                                           | 本文          |
| 142 | 社史から読み解く経営戦略 第9話 三越 ―小売業の新機軸を打ち出した百貨店の先駆者―                                                                                | 日本政策金融公庫調査月報, 103, p30-31                       | 日本政策金融公庫, 2017.04                                                           | 本文          |
| 143 | 社史から読み解く経営戦略 第10話 倉敷紡績 ―地元を奮起させた若者たちの情熱―                                                                                     | 日本政策金融公庫調査月報, 104, p30-31                       | 日本政策金融公庫, 2017.05                                                           | 本文          |
| 144 | 社史から読み解く経営戦略 第11話 ワコール ―美を追求する世界企業―                                                                                               | 日本政策金融公庫調査月報, 105, p30-31                       | 日本政策金融公庫, 2017.06                                                           | 本文          |
| 145 | 社史から読み解く経営戦略 第12話 積水ハウス ―大量生産を実現した常識破りの家づくり―                                                                             | 日本政策金融公庫調査月報, 106, p24-25                       | 日本政策金融公庫, 2017.07                                                           | 本文          |
| 146 | 社史から読み解く経営戦略 第13話 カゴメ ―トマトを変身させた農家の努力―                                                                                         | 日本政策金融公庫調査月報, 107, p24-25                       | 日本政策金融公庫, 2017.08                                                           | 本文          |
| 147 | 社史から読み解く経営戦略 第14話 日立製作所 ―電気機械の国産化を夢見て―                                                                                         | 日本政策金融公庫調査月報, 108, p24-25                       | 日本政策金融公庫, 2017.09                                                           | 本文          |
| 148 | 社史から読み解く経営戦略 第15話 ヤマハ －世界最大の総合楽器メーカー―                                                                                          | 日本政策金融公庫調査月報, 109, p24-25                       | 日本政策金融公庫, 2017.10                                                           | 本文          |
| 149 | 社史から読み解く経営戦略 第16話 ブリヂストン －家内工業を脱皮させた経営者の先見―                                                                              | 日本政策金融公庫調査月報, 110, p24-25                       | 日本政策金融公庫, 2017.11                                                           | 本文          |
| 150 | 情報便利屋の経験知から学ぼう ～私の来し方・考え方～ | 神資研ニュース, 513, p1-8                                   | 神奈川県資料室研究会, 2017.11.30                                                    | [ 87 ]        |
| 151 | 社史から読み解く経営戦略 第17話 エーザイ ―生涯にわたり研究に励んだ起業家―                                                                                     | 日本政策金融公庫調査月報, 111, p24-25                       | 日本政策金融公庫, 2017.12                                                           | 本文          |
| 152 | 社史から読み解く経営戦略 第18話 イムラ封筒 ―時代を見抜いた戦略で業界首位をつかむ―                                                                             | 日本政策金融公庫調査月報, 112, p24-25                       | 日本政策金融公庫, 2018.01                                                           | 本文          |
| 153 | 社史から読み解く経営戦略 第19話 日野自動車 ―ガス会社の下請け時代から始まった波瀾万丈―                                                                         | 日本政策金融公庫調査月報, 113, p24-25                       | 日本政策金融公庫, 2018.02                                                           | 本文          |
| 154 | 社史から読み解く経営戦略 第20話 中村屋 ―サロンを通じた文化交流が商品を生み出す―                                                                               | 日本政策金融公庫調査月報, 114, p24-25                       | 日本政策金融公庫, 2018.03                                                           | 本文          |
| 155 | 社史から読み解く経営戦略 第21話 花王 ―活発な研究開発が暮らしを変える―                                                                                         | 日本政策金融公庫調査月報, 115, p24-25                       | 日本政策金融公庫, 2018.04                                                           | 本文          |
| 156 | 社史から読み解く経営戦略 第22話 サカタのタネ ―花や野菜の優れた品種を世界に供給する―                                                                           | 日本政策金融公庫調査月報, 116, p24-25                       | 日本政策金融公庫, 2018.05                                                           | 本文          |
| 157 | 社史から読み解く経営戦略 第23話 シマノ ―伝統技術で自然と人をつなぐ―                                                                                           | 日本政策金融公庫調査月報, 117, p24-25                       | 日本政策金融公庫, 2018.06                                                           | 本文          |
| 158 | 社史から読み解く経営戦略 第24話 大日本除虫菊 ―家庭用殺虫剤のパイオニア―                                                                                       | 日本政策金融公庫調査月報, 118, p24-25                       | 日本政策金融公庫, 2018.07                                                           | 本文          |
| 159 | 社史から読み解く経営戦略 第25話 ダイキン工業 ―空調のグローバルリーダー―                                                                                       | 日本政策金融公庫調査月報, 119, p24-25                       | 日本政策金融公庫, 2018.08                                                           | 本文          |
| 160 | 社史から読み解く経営戦略 第26話 サンスター ―外側から磨いたオーラルケア―                                                                                       | 日本政策金融公庫調査月報, 120, p24-25                       | 日本政策金融公庫, 2018.09                                                           | 本文          |
| 161 | 社史から読み解く経営戦略 第27話 巴コーポレーション ―誰もが知る建築に宿る革新の蓄積―                                                                           | 日本政策金融公庫調査月報, 121, p46-47                       | 日本政策金融公庫, 2018.10                                                           | 本文          |
| 162 | 社史から読み解く経営戦略 第28話 マブチモーター ―“動く”を変えた馬渕兄弟―                                                                                       | 日本政策金融公庫調査月報, 122, p28-29                       | 日本政策金融公庫, 2018.11                                                           | 本文          |
| 163 | 社史から読み解く経営戦略 第29話 ニチバン ―あらゆるシーンに密着する研究開発―                                                                                   | 日本政策金融公庫調査月報, 123, p28-29                       | 日本政策金融公庫, 2018.12                                                           | 本文          |
| 164 | 社史から読み解く経営戦略 第30話 綜合警備保障 ―人と機械の合わせ技で安心を追求―                                                                                 | 日本政策金融公庫調査月報, 124, p28-29                       | 日本政策金融公庫, 2019.01                                                           | 本文          |
| 165 | 社史から読み解く経営戦略 第31話 森永製菓 ―相棒と拓いた菓子の新世界―                                                                                           | 日本政策金融公庫調査月報, 125, p28-29                       | 日本政策金融公庫, 2019.02                                                           | 本文          |
| 166 | 社史から読み解く経営戦略 第32話 松竹 ―芝居に生涯をささげた二人のまなざし―                                                                                     | 日本政策金融公庫調査月報, 126, p34-35                       | 日本政策金融公庫, 2019.03                                                           | 本文          |
| 167 | 社史から読み解く経営戦略 第33話 コマツ ―グローバル化のうねりを成功のてこに―                                                                                   | 日本政策金融公庫調査月報, 127, p28-29                       | 日本政策金融公庫, 2019.04                                                           | 本文          |
| 168 | 社史から読み解く経営戦略 第34話 マキタ ―工具で世界をつくる―                                                                                                   | 日本政策金融公庫調査月報, 128, p28-29                       | 日本政策金融公庫, 2019.05                                                           | 本文          |
| 169 | 社史から読み解く経営戦略 第35話 マツダ ―独自製品に挑み続ける広島の雄―                                                                                         | 日本政策金融公庫調査月報, 129, p28-29                       | 日本政策金融公庫, 2019.06                                                           | 本文          |
| 170 | 社史から読み解く経営戦略 第36話 関西ペイント ―工業製品の相棒を目指して―                                                                                       | 日本政策金融公庫調査月報, 130, p28-29                       | 日本政策金融公庫, 2019.07                                                           | 本文          |
| 171 | 社史から読み解く経営戦略 第37話 日本水産 ―水産資源から多様な価値を創造―                                                                                       | 日本政策金融公庫調査月報, 131, p28-29                       | 日本政策金融公庫, 2019.08                                                           | 本文          |
| 172 | 社史から読み解く経営戦略 第38話 ダスキン ―フランチャイズビジネスの先駆け―                                                                                     | 日本政策金融公庫調査月報, 132, p28-29                       | 日本政策金融公庫, 2019.09                                                           | 本文          |
| 173 | 社史から読み解く経営戦略 第39話 TOTO ―水まわりの快適を追求―                                                                                                   | 日本政策金融公庫調査月報, 133, p28-29                       | 日本政策金融公庫, 2019.10                                                           | 本文          |
| 174 | 社史から読み解く経営戦略 第40話 セメダイン ―“つける”に見出したビジネスの芽―                                                                                   | 日本政策金融公庫調査月報, 134, p28-29                       | 日本政策金融公庫, 2019.11                                                           | 本文          |
| 175 | 社史から読み解く経営戦略 第41話 三菱鉛筆 ― ロゴマークに込めた創業者の思い ―                                                                                   | 日本政策金融公庫調査月報, 135, p28-29                       | 日本政策金融公庫, 2019.12                                                           | 本文          |
| 176 | 社史から読み解く経営戦略 第42話 日本精工 ― 産業の明日を支える機械部品の要 ―                                                                                   | 日本政策金融公庫調査月報, 136, p28-29                       | 日本政策金融公庫, 2020.01                                                           | 本文          |
| 177 | 社史から読み解く経営戦略 第43話 象印マホービン ― 温もりのある生活を演出する ―                                                                                 | 日本政策金融公庫調査月報, 137, p22-23                       | 日本政策金融公庫, 2020.02                                                           | 本文          |
| 178 | 社史から読み解く経営戦略 第44話 カシオ計算機 ― 四兄弟の結束と挑戦 ―                                                                                           | 日本政策金融公庫調査月報, 138, p36-37                       | 日本政策金融公庫, 2020.03                                                           | 本文          |
| 179 | 社史の魅力とその活用法 （第5回中産研セミナー 2019年7月6日 講演録）                                                                                            | 年報・中部の経済と社会 2019, 2019年版, p5-27                | 愛知大学中部地方産業研究所, 2020.03.31                                              | [ 116 ]       |
| 180 | 社史から読み解く経営戦略 第45話 乃村工藝社 ― 空間造形で引き立つ魅力 ―                                                                                         | 日本政策金融公庫調査月報, 139, p28-29                       | 日本政策金融公庫, 2020.04                                                           | 本文          |
| 181 | 社史から読み解く経営戦略 第46話 YKK ― ファスナーの価値を極める ―                                                                                              | 日本政策金融公庫調査月報, 140, p28-29                       | 日本政策金融公庫, 2020.05                                                           | 本文          |
| 182 | 社史から読み解く経営戦略 第47話 島津製作所 ― 科学で社会をリードする ―                                                                                         | 日本政策金融公庫調査月報, 141, p28-29                       | 日本政策金融公庫, 2020.06                                                           | 本文          |
| 183 | 社史から読み解く経営戦略 第48話 グンゼ ―新ビジネスをつなぐ一本の糸 ―                                                                                          | 日本政策金融公庫調査月報, 142, p30-31                       | 日本政策金融公庫, 2020.07                                                           | 本文          |
| 184 | 社史から読み解く経営戦略 第49話 京セラ ― セラミックスで世界を広げる ―                                                                                         | 日本政策金融公庫調査月報, 143, p30-31                       | 日本政策金融公庫, 2020.08                                                           | 本文          |
| 185 | 社史から読み解く経営戦略 第50話 昭和丸筒 ― 「紙」の加工技術で多様な製品を生み出す ―                                                                           | 日本政策金融公庫調査月報, 144, p30-31                       | 日本政策金融公庫, 2020.09                                                           | 本文          |
| 186 | 社史から読み解く経営戦略 第51話 日本信号 ― 交通インフラの安全・利便性を追求 ―                                                                                 | 日本政策金融公庫調査月報, 145, p28-29                       | 日本政策金融公庫, 2020.10                                                           | 本文          |
| 187 | 社史から読み解く経営戦略 第52話 帝国ホテル ― 最高のホスピタリティを実現する ―                                                                                 | 日本政策金融公庫調査月報, 146, p28-29                       | 日本政策金融公庫, 2020.11                                                           | 本文          |
| 188 | 社史から読み解く経営戦略 第53話 三井物産 ― 脈々と受け継がれる進取の精神 ―                                                                                     | 日本政策金融公庫調査月報, 147, p30-31                       | 日本政策金融公庫, 2020.12                                                           | 本文          |
| 189 | 社史から読み解く経営戦略 第54話 三菱地所 ― 100年のにぎわいを育む ―                                                                                            | 日本政策金融公庫調査月報, 148, p30-31                       | 日本政策金融公庫, 2021.01                                                           | 本文          |
| 190 | 社史から読み解く経営戦略 第55話 資生堂 ― 銀座の街と歩む ― | 日本政策金融公庫調査月報, 149, p30-31                       | 日本政策金融公庫, 2021.02                                                           | 本文          |
| 191 | 社史から読み解く経営戦略 第56話 日建設計 ― 組織の力で価値ある建築を ―                                                                                         | 日本政策金融公庫調査月報, 150, p26-27                       | 日本政策金融公庫, 2021.03                                                           | 本文          |
| 192 | 社史から読み解く経営戦略 第57話 テルモ ― 世界の医療と伴走する100年企業 ―                                                                                      | 日本政策金融公庫調査月報, 151, p26-27                       | 日本政策金融公庫, 2021.04                                                           | 本文          |
| 193 | 社史から読み解く経営戦略 第58話 ヤマト運輸 ― 荷物に宿る思いを届ける ―                                                                                         | 日本政策金融公庫調査月報, 152, p26-27                       | 日本政策金融公庫, 2021.05                                                           | 本文          |
| 194 | 社史から読み解く経営戦略 第59話 大日本印刷 ― 創業の精神を進化の糧に ―                                                                                         | 日本政策金融公庫調査月報, 153, p24-25                       | 日本政策金融公庫, 2021.06                                                           | 本文          |
| 196 | 社史から読み解く経営戦略 第60話 最終回 パナソニック ― 小さな町工場から社会を豊かに ―                                                                          | 日本政策金融公庫調査月報, 155, p30-31                       | 日本政策金融公庫, 2021.07                                                           | 本文          |
| 197 | 社史に残る「意外」の発見 第1回 トヨタ個性派社長の人間味、帝人の不穏な社長交代…社史はこんなに面白い                                                            | Japan Innovation Review                                     | JBpress, 2024.03.11                                                                 | 本文          |
| 198 | 社史に残る「意外」の発見 第2回 有毒植物視される“難敵”トマトにカゴメ創業者・蟹江一太郎はどう立ち向かったのか                                                   | Japan Innovation Review                                     | JBpress, 2024.04.26                                                                 | 本文          |